# Acipenser oxyrinchus
Acipenser oxyrinchus е вид лъчеперка от семейство Есетрови (Acipenseridae). Видът е почти застрашен от изчезване.

## Разпространение
Видът е разпространен в Канада (Квебек, Нова Скотия, Ню Брънзуик, Нюфаундленд и Остров Принц Едуард) и САЩ (Алабама, Вирджиния, Делауеър, Джорджия, Кънектикът, Луизиана, Масачузетс, Мейн, Мериленд, Мисисипи, Ню Джърси, Ню Йорк, Ню Хампшър, Род Айлънд, Северна Каролина, Флорида и Южна Каролина).